# Fatima Ferreira
Fátima Ferreira-Briza (* 16. Februar 1959 in Cachoeira de Goiás, Brasilien) ist Allergologin und seit 2006 Leiterin des Christian-Doppler-Labors für Allergiediagnose und Therapie am Fachbereich Molekulare Biologie an der Universität Salzburg.
Nachdem sie 1981 erfolgreich das Studium der Zahnmedizin an der Bundesuniversität Uberlândia in Brasilien abgeschlossen hatte, studierte sie an der Universität São Paulo, Brasilien und promovierte 1987 in Biochemie. Sie arbeitete daraufhin als Forschungsassistentin an der Bundesuniversität Santa Catarina in Santa Catarina, Brasilien, bevor sie ab 1988 als Post-Doktorandin nach Kanada an die University of Toronto zu Prof. Anders Bennick ging. 1990 folgte dann der berufliche Wechsel nach Wien an das Institut für Pathophysiologie der Medizinischen Universität Wien. Im Jahr 2000 wechselte sie an den Fachbereich für Molekulare Biologie der Universität Salzburg, wo sie im selben Jahr habilitierte und seitdem als Wissenschaftlerin tätig ist.
Sie hat bis dato über 120 wissenschaftliche Arbeiten im Bereich Allergologie und Immunologie publiziert. Darunter waren wegweisende Arbeiten über Baum- und Kräuterpollenallergien sowie Arbeiten über die Charakterisierung und Standardisierung rekombinant produzierter Allergene und Allergenpräparate. Außerdem wirkte sie an mehr als 20 Fachbüchern mit.

## Auszeichnungen
- 1996 „Clemens von Pirquet“ Preis der Österreichischen Gesellschaft für Allergologie und Immunologie
- 1998 „Kulturfonds der Landeshauptstadt Salzburg“ Preis für Forschung von der Stadt Salzburg
- 2005 Förderpreis Wissenschaft/Forschung des Kulturfonds der Stadt Salzburg
- 2006 Forschungsportrait, w-fFORTE – Programm der FFG, Österreichische Forschungsförderungsgesellschaft mbH und des österreichischen Bundesministeriums für Wirtschaft, Familie und Jugend
- 2007 Research Communication Preis des Fonds zur Förderung der wissenschaftlichen Forschung (FWF)
- 2007 Science2business Award des österreichischen Bundesministeriums für Wirtschaft und Arbeit (BMWA)
- 2008 Wissenschafter des Jahres